# Перуанский конституционный референдум (1939)
Конституционный референдум в Перу проходил 18 июня 1939 года. Предложенные изменения Конституции были одобрены 88 % голосов. Вскоре после этого 22 октября прошли всеобщие выборы, на которых президентом был избран Мануэль Прадо-и-Угартече, занявший пост 4 декабря 1939 года.
Однако, позже 6 августа 1945 года Конгресс принял закон № 10334, объявивший принятые поправки неконституционными, так как они противоречили Статье № 236 Конституции Перу 1933 года.

## Предвыборная обстановка
В 1933 году Конгресс избрал Оскара Бенавидеса на оставшееся время 5-летнего срока президента Луиса Мигеля Санчеса Серро. На президентских выборах 1936 года ни один из кандидатов не набрал большинства голосов. Кроме этого, один из кандидатов поддерживался запрещённой партией Априста. В результате Избирательный трибунал позже объявил выборы недействительными и Конгресс продлил срок полномочий президента Оскара Бенавидеса до 1939 года, позволив ему исполнять свои обязанности президентскими декретами.
19 апреля Бенавидес выпустил закон № 8875 о созыве референдума по конституционной реформе. Изменения Конституции включали 6-летний срок для президента и депутатов парламента, причём 1/3 парламента переизбиралась бы каждые 2 года.

## Результаты
| Выбор                                                                           | Голоса  | %     |
| ------------------------------------------------------------------------------- | ------- | ----- |
| «За»                                                                            | 368 813 | 87,83 |
| «Против»                                                                        | 51 132  | 12,17 |
| Недействительных/пустых бюллетеней                                              |         | –     |
| Всего                                                                           | 419 945 | 100   |
| Зарегистрированных избирателей/Явка                                             |         |       |
| Источник: Direct Democracy Архивная копия от 18 августа 2019 на Wayback Machine |         |       |